# Mimene toxopei
Mimene toxopei is een dagvlinder uit de familie Hesperiidae (dikkopjes). De lengte van de voorvleugel van de vlinder bedraagt 16 tot ruim 17 millimeter.
De soort is beschreven in een special van Zoologische Mededelingen, uitgegeven door Naturalis, die op 1 januari 2008 verscheen ter ere van het 250-jarig bestaan van de zoölogische nomenclatuur. Op 1 januari 1758 verscheen namelijk de 10e editie van Systema naturae van Carl Linnaeus.
De soortaanduiding toxopei verwijst naar L.J. Toxopeus die drie exemplaren van deze vlinder in 1938 verzamelde in Papoea op Nieuw-Guinea. De exemplaren werden gevangen op hoogtes tussen de 2250 en 2800 meter. Toxopeus kwam op 56-jarige leeftijd om bij een verkeersongeval in 1951.